# Brylki
Brylki (biał. Брылькі; ros. Брильки) – wieś na Białorusi, w obwodzie mińskim, w rejonie wołożyńskim, w sielsowiecie Wołożyn.
W dwudziestoleciu międzywojennym leżały w Polsce, w województwie nowogródzkim, w powiecie wołożyńskim.
Obok Brylek znajduje się zjazd z drogi magistralnej  na drogę republikańską .